# Resultats electorals a Sant Joan (Mallorca)
Les dades dels resultats de les eleccions municipals a Sant Joan provenen del Ministeri de l'Interior d'Espanya, si no s'indica el contrari. Els percentatges dels partits es calculen sobre el total de vots vàlids.

## 3 d'abrilde1979
| Candidatura | Candidatura               | Cap de llista          | Vots  | Regidors | % vots |
| ----------- | ------------------------- | ---------------------- | ----- | -------- | ------ |
|             | Unió de Centre Democràtic | Joan Barceló Matas     | 687   | 6        | 65,30% |
|             | Candidatura Independent   | Josep Estelrich Mieres | 225   | 2        | 21,39% |
|             | Coalició Democràtica      | Carles Costa Salom     | 140   | 1        | 13,31% |
| Total       | Total                     | 1.052                  | 1.052 | 9        | 100%   |

La població santjoanera era de 2.000 persones. El cens electoral era de 1.561 persones amb dret a vot, dels quals arribà a votar 1.057 santjoaners, el que feia un 67,71% de participació. Hi hagué 5 vots nuls (0,47%). Les primeres eleccions democràtiques després de la dictadura les guanyà per majoria el partit d'Unió de Centre Democràtic i el batle fou Joan Barceló Matas.
El nou Ajuntament de la vila es va constituir en dues sessions. La primera va tenir lloc el 19 d'abril a les 11 del matí, al saló d'actes de la "Casa de la Vila". En aquesta sessió, es va comptar amb la presència de membres del consistori sortint, representants dels partits i tendències polítiques que havien participat en les eleccions, així com familiars dels antics i nous regidors. La segona sessió, un ple extraordinari celebrat el 27 d'abril a les 10 de la nit amb l'assistència de tots els membres del consistori i un nombrós públic, va ser presidida per l'alcalde Joan Barceló. Exercint les seves atribucions, i després d'exposar les qualitats de cadascun dels regidors davant els assistents, va procedir a constituir les diferents Comissions Informatives i Delegacions.

## 8 de maigde1983
| Candidatura | Candidatura                                           | Cap de llista           | Vots  | Regidors | % vots |
| ----------- | ----------------------------------------------------- | ----------------------- | ----- | -------- | ------ |
|             | Unió Mallorquina                                      | Joan Barceló Matas      | 550   | 5        | 46,57% |
|             | Aliança Popular-Partit Demòcrata Popular-Unió Liberal | Francesc Bover Gelabert | 277   | 3        | 23,45% |
|             | Partit Socialista Obrer Espanyol                      | Gabriel Company Bauzà   | 227   | 2        | 100%   |
|             | Partit Socialista de Mallorca-Partit del Socials      | Joan Sastre Juan        | 127   | 1        | 10,75% |
| Total       | Total                                                 | 1.181                   | 1.181 | 9        | 100%   |

La població santjoanera era de 2.015 persones. El cens electoral era de 1.554 persones amb dret a vot, dels quals arribà a votar 1.181 santjoaners, el que feia un 76% de participació. No hi hagué vots nuls.
Dels 51 candidats presentats en les quatre llistes locals, 11 van ser escollits per dirigir Sant Joan durant els següents quatre anys. Sis d'ells van repetir al consistori: Joan Barceló Matas, Joan Barceló Mesquida, Carles Costa Salem, Guillem Gayà Gayà, Joan Matas Gayà i Gabriel Company Bauzà. Els altres cinc van ocupar els escons per primera vegada: Francesc Bover Gelabert, Gabriel Mora Mas, Arnau Gayà Mayol, Gabriel Matas Mas i Joan Sastre Florit. Es celebrà el primer ple el 9 de juny de 1983 i el batle Joan Barceló Mates delegà quatre tinents batles: Joan Barceló Mesquida, Carles Costa Salom, Francesc Bover Gelabert i Gabriel Company Bauzà.

## 10 de junyde1987
| Candidatura | Candidatura                    | Cap de llista         | Vots  | Regidors | % vots |
| ----------- | ------------------------------ | --------------------- | ----- | -------- | ------ |
|             | Unió Mallorquina               | Joan Barceló Mesquida | 396   | 3        | 31,68% |
|             | Aliança Popular-Partit Liberal | Joan Matas Antich     | 322   | 3        | 25,76% |
|             | Partit Demòcrata Popular       | Arnau Company Bauzà   | 212   | 1        | 16,96% |
|             | Centre Democràtic i Social     | Sebastià Florit Gayà  | 185   | 1        | 14,8%  |
|             | Partit Socialista de Mallorca  | Joan Sastre Joan      | 128   | 1        | 10,24% |
| Total       | Total                          | 1.243                 | 1.243 | 9        | 99,44% |

La població santjoanera era de 1.808 persones. El cens electoral era de 1.487 persones amb dret a vot, dels quals arribà a votar 1.258 santjoaners, el que feia un 84,96% de participació. Hi hagué 8 vots nuls (0,64%).
Després de les eleccions, van seguir dies de contactes, reunions i comentaris sobre qui seria el nou batle. Finalment, el 30 de juny, al saló d’actes de la Casa Consistorial i amb gran expectació, es va constituir el nou consistori, format per Joan Barceló Mesquida, Francesc Bover Gelabert, Joan Matas Gayà (UM); Joan Matas Antich, Gabriel Mora Mas, Arnau Gayà Mayol (AP); Arnau Company Bauzà (PDP); Sebastià Florit Gayà (CDS) i Joan Sastre Juan (PSM). Es va decidir que l’elecció del batle fos mitjançant vot secret. El resultat de la votació fou el següent:
- Joan Matas Antich (AP): 4 vots
- Joan Barceló Mesquida (UM): 4 vots
- Joan Sastre Juan (PSM): 1 vot

Hi va haver un vot en blanc. Com que cap candidat no va obtenir la majoria absoluta (5 vots), es va designar com a batle el cap de la llista més votada, per la qual cosa Joan Barceló Mesquida va ser proclamat nou batle de Sant Joan.

## 26 de maigde1991
| Candidatura | Candidatura                     | Cap de llista         | Vots  | Regidors | % vots |
| ----------- | ------------------------------- | --------------------- | ----- | -------- | ------ |
|             | Partit Popular-Unió Mallorquina | Joan Barceló Mesquida | 554   | 5        | 47,23% |
|             | Partit Socialista de Mallorca   | Gracià Sànchez Font   | 265   | 2        | 22,59% |
|             | Unió Santjoanera                | Joan Matas Antich     | 183   | 1        | 15,6%  |
|             | Arrels                          | Josep Mas Llaneras    | 109   | 1        | 9,29%  |
|             | Centre Democràtic i Social      | Sebastià Florit Gayà  | 59    | 0        | 5,03%  |
| Total       | Total                           | 1.170                 | 1.170 | 9        | 99,74% |

La població santjoanera era de 1.725 persones. El cens electoral era de 1.403 persones amb dret a vot, dels quals arribà a votar 1.174 santjoaners, el que feia un 83,68% de participació. Hi hagué 1 vot nul (0,09%).
El 15 de juny de 1991 es va constituir el nou Ajuntament de Sant Joan en una sessió extraordinària. La mesa d’edat, formada per Joan Matas Antich i Josep Mas Llaneras, va validar les credencials i declaracions de béns dels regidors electes. Els regidors van prometre o jurar els seus càrrecs abans de procedir a l'elecció de batle. En la votació, Joan Barceló (PP-UM) va ser escollit batle amb 6 vots, mentre que Gracià Sànchez (PSM) en va obtenir 2, i Joan Matas Antich (US) es va abstenir.
Els regidors del nou Ajuntament van ser: Joan Barceló Mesquida (PP-UM), Gabriel Mora Mas (PP-UM), Guillem Mas Font (PP-UM), Joan Matas Gayà (PP-UM), Miquel Torrens Mas (PP-UM), Gracià Sànchez Font (PSM), Francesc Nicolau Català (PSM), Joan Matas Antich (US) i Josep Mas Llaneras (ARREL).
Durant La sessió extraordinària del 13 de novembre de 1991 es discutí la moció de censura contra el batle Joan Barceló Mesquida. Aquesta moció, la primera a Mallorca des de les eleccions del maig de 1991, va despertar una gran expectació entre els habitants de Sant Joan, persones d'altres municipis, mitjans de comunicació i polítics illencs. La Sala de Plens es va omplir completament, deixant molts assistents a les escales sense poder accedir-hi. La moció de censura sortí endavant i Gabriel Mora Mas (PP) jurà el càrrec.

## 28 de maigde1995
| Candidatura | Candidatura                   | Cap de llista           | Vots  | Regidors | % vots |
| ----------- | ----------------------------- | ----------------------- | ----- | -------- | ------ |
|             | Partit Popular                | Gabriel Mora Mas        | 704   | 6        | 56,73% |
|             | Partit Socialista de Mallorca | Francesc Nicolau Català | 244   | 2        | 19,66% |
|             | Unió Mallorquina              | Amador Bauzà Sastre     | 157   | 1        | 12,65% |
|             | Unió Santjoanera              | Juan Matas Antich       | 86    | 0        | 6,93%  |
|             | Arrels                        | Josep Mas Llaneres      | 42    | 0        | 3,38%  |
| Total       | Total                         | 1.233                   | 1.233 | 9        | 99,35% |

La població santjoanera era de 1.656 persones. El cens electoral era de 1.442 persones amb dret a vot, dels quals arribà a votar 1.243 santjoaners, el que feia un 86,2% de participació. Hi hagué 2 vots nuls (0,16%).
En la sessió de constitució del consistori de Sant Joan, tots els regidors van prometre el càrrec, amb l'opció de jurar o prometre. Els dos regidors del PSM van afegir: «sense renunciar al dret d'autodeterminació del nostre poble». La composició del consistori va quedar amb sis regidors del Partit Popular (Gabriel Mora «Belos», Joan Matas «Peremaiol», Miquel Torrens, Joan Magro, Miquel Gayà i Pedro Galmés «de Son Cucuí»), dos del PSM (Francesc Nicolau «Parrec» i Joan Sastre «Marió») i un d'Unió Mallorquina (Amador Bauzà «Cai»).

## 13 de junyde1999
| Candidatura | Candidatura                                    | Cap de llista    | Vots  | Regidors | % vots |
| ----------- | ---------------------------------------------- | ---------------- | ----- | -------- | ------ |
|             | Partit Popular                                 | Gabriel Mora Mas | 818   | 6        | 67,83% |
|             | Partit Socialista de Mallorca-Unió Mallorquina |                  | 374   | 3        | 31,01% |
| Total       | Total                                          | 1.192            | 1.192 | 9        | 98,84% |

La població santjoanera era de 1.662 persones. El cens electoral era de 1.439 persones amb dret a vot, dels quals arribà a votar 1.223 santjoaners, el que feia un 84,99% de participació. Hi hagué 17 vots nuls (1,39%).

## 25 de maigde2003
| Candidatura | Candidatura                          | Cap de llista              | Vots  | Regidors | % vots |
| ----------- | ------------------------------------ | -------------------------- | ----- | -------- | ------ |
|             | Partit Popular                       | Joan Matas Gayà            | 627   | 5        | 49,37% |
|             | Partit Socialista de Mallorca-Entesa | Catalina Gayà Bauzá        | 376   | 3        | 29,61% |
|             | Unió Mallorquina                     | Maria Teresa Munar Caimari | 163   | 1        | 12,83% |
|             | Partit Socialista Obrer Espanyol     | Maria Pilar Sansó Fuster   | 98    | 0        | 7,72%  |
| Total       | Total                                | 1.264                      | 1.264 | 9        | 99,53% |

La població santjoanera era de 1.737 persones. El cens electoral era de 1.482 persones amb dret a vot, dels quals arribà a votar 1.274 santjoaners, el que feia un 85,96% de participació. Hi hagué 4 vots nuls (0,81%).
Tradicionalment a Sant Joan sempre guanyava el PP per majoria; tanmateix, aquest cop, va perdre un regidor, que va ser guanyat pel PSM. Amb tres regidors, el PSM va aconseguir els millors resultats de la seva història al municipi. UM va obtenir un regidor que, sumat als tres dels nacionalistes, va deixar quatre regidors a l'oposició enfront dels cinc del PP.

## 27 de maigde2007
| Candidatura | Candidatura                      | Cap de llista              | Vots  | Regidors | % vots |
| ----------- | -------------------------------- | -------------------------- | ----- | -------- | ------ |
|             | Partit Popular                   | Joan Magro Bauzá           | 345   | 3        | 28,68% |
|             | Assemblea per Sant Joan          | Catalina Gayà Bauzá        | 341   | 3        | 28,35% |
|             | Unió Mallorquina                 | Maria Teresa Munar Caimari | 305   | 2        | 25,35% |
|             | Partit Socialista Obrer Espanyol | Joan Mesquida Barceló      | 202   | 1        | 16,79% |
| Total       | Total                            | 1.193                      | 1.193 | 9        | 99,17% |

La població santjoanera era de 1.853 persones. El cens electoral era de 1.440 persones amb dret a vot, dels quals arribà a votar 1.209 santjoaners, el que feia un 83,96% de participació. Hi hagué 6 vots nuls (0,5%).

## 22 de maigde2011
| Candidatura | Candidatura                             | Cap de llista            | Vots  | Regidors | % vots |
| ----------- | --------------------------------------- | ------------------------ | ----- | -------- | ------ |
|             | Partit Popular                          | Joan Magro Bauzá         | 403   | 3        | 32,37% |
|             | Assemblea per Sant Joan                 | Catalina Gayà Bauzá      | 356   | 3        | 28,59% |
|             | Convergència per les Illes              | Josué Gayá Díaz-Munío    | 278   | 2        | 22,33% |
|             | Partit Socialista Obrer Espanyol        | Frederic Febrer Colomina | 123   | 1        | 9,88%  |
|             | Lliga Regionalista de les Illes Balears | Bartomeu Nigorra Vich    | 73    | 0        | 5,86%  |
| Total       | Total                                   | 1.233                    | 1.233 | 9        | 99,03% |

La població santjoanera era de 1.958 persones. El cens electoral era de 1.492 persones amb dret a vot, dels quals arribà a votar 1.255 santjoaners, el que feia un 84,12% de participació. Hi hagué 12 vots nuls (0,96%).
El pacte de governabilitat causà sorpresa ja que fou entre el PP i l'Assemblea per Sant Joan. Pactaren que els conservadors governarien durant 27 mesos i l'esquerra durant 21.

## 24 de maigde2015
| Candidatura | Candidatura                      | Cap de llista            | Vots  | Regidors | % vots |
| ----------- | -------------------------------- | ------------------------ | ----- | -------- | ------ |
|             | Assemblea per Sant Joan-MÉS-APIB | Catalina Gayà Bauzà      | 448   | 4        | 37,97% |
|             | Proposta per les Illes           | Francesc Mestre Estelric | 331   | 3        | 28,05% |
|             | Partit Popular                   | Pablo Pascual Tovar      | 280   | 3        | 23,73% |
|             | Partit Socialista Obrer Espanyol | Josep Bauzà Fontirroig   | 100   | 1        | 8,47%  |
|             | Partido Familia y Vida           | Raúl del Barco Asencio   | 1     | 0        | 0,08%  |
| Total       | Total                            | 1.160                    | 1.160 | 11       | 98,30% |

La població santjoanera era de 2.030 persones. El cens electoral era de 1.545 persones amb dret a vot, dels quals votaren 1.197 santjoaners, el que feia un 77,48% de participació. Hi hagué 17 vots nuls (1,42%).
Les eleccions municipals del 2015 a Sant Joan donaren la victòria a Assemblea per Sant Joan per primera vegada a la història al poble, amb 4 regidors (un més que el 2011). El PI va quedar en segona posició, amb 3 regidories; les mateixes que el PP, que va obtenir menys vots. El PSOE va mantenir el resultat de les eleccions anteriors obtenint 1 regidor. Un altre candidatura era Familia y Vida, que alguns acusaren de llista fantasma; va obtenir un sol vot. El pacte de governabilitat va ser entre el PI i el PP, amb Pablo Pascual exercint com a batle primer i cedint el relleu a Francesc Mestre a mitjan 2017.

## 26 de maigde2019
| Candidatura | Candidatura                      | Cap de llista            | Vots  | Regidors | % vots |
| ----------- | -------------------------------- | ------------------------ | ----- | -------- | ------ |
|             | Proposta per les Illes           | Francesc Mestre Estelric | 537   | 5        | 46,21% |
|             | Assemblea per Sant Joan-MÉS-APIB | Pedro Galmés Gomila      | 327   | 3        | 28,14% |
|             | Partit Popular                   | Josué Gayá Díaz-Munío    | 180   | 2        | 15,49% |
|             | Partit Socialista Obrer Espanyol | José Bauzá Fontirroig    | 110   | 1        | 9,47%  |
| Total       | Total                            | 1.154                    | 1.154 | 11       | 99,31% |

La població santjoanera era de 2.083 persones. El cens electoral era de 1.497 persones amb dret a vot, dels quals votaren 1.170 santjoaners, el que feia un 78,16% de participació. Hi hagué 8 vots nuls (0,68%).
Les eleccions municipals del 2019 a Sant Joan donaren la victòria a la candidatura del PI, encapçalada pel batle Francesc Mestre, amb 5 regidories i a només 4 vots de la sisena. Assemblea per Sant Joan va obtenir 3 regidors, un menys que a les eleccions del 2015, mentre que el PP en va obtenir 2, també perdent-ne un respecte els comicis anteriors. El PSOE va mantenir-se amb 1 regidor.

## 28 de maigde2023
| Candidatura | Candidatura                            | Cap de llista                   | Vots  | Regidors | % vots |
| ----------- | -------------------------------------- | ------------------------------- | ----- | -------- | ------ |
|             | MÉS                                    | Richard Thompson                | 469   | 5        | 41,17% |
|             | Proposta per les Illes                 | Francesc Mestre Estelric        | 308   | 3        | 27,04% |
|             | Partit Popular                         | Hermosinda Isabel Mariño Pocovi | 203   | 2        | 17,82% |
|             | Partit Socialista de les Illes Balears | Catalina Perelló Pascual        | 148   | 1        | 12,99% |
| Total       | Total                                  | 1.128                           | 1.128 | 11       | 99,02% |

La població santjoanera era de 2.179 persones. El cens electoral era de 1.482 persones amb dret a vot, dels quals votaren 1.155 santjoaners, el que feia un 77,6% de participació. Hi hagué 12 vots nuls (0,96%).
Richard Thompson assumí el càrrec de batle de Sant Joan després del pacte de govern entre Més i el PSOE, liderat per Catalina Perelló. La seva elecció tingué cert ressò nacional i internacional per ser el primer batle britànic de Mallorca.